# Бобонару
Бобонару (тетум Bobonaru, порт. Bobonaro) — один из 13 районов Восточного Тимора. Площадь составляет 1380,82 км². Административный центр — город Мальяна, расположен в 149 км к юго-западу от столицы страны, города Дили.

## География
Расположен в северо-западной части страны. Граничит с округами Ликиса (на северо-востоке), Эрмера и Айнару (на востоке), Кова-Лима (на юге и юго-востоке), а также с Индонезией (на западе). На севере омывается водами моря Саву. Наиболее высокие горы включают: Тапо (1934 м), Леолаку (1929 м), Фохо-Каилаку (1916 м) и Лебер (1403 м).
Пропускной пункт в деревне Мотаайн, к западу от Батугаде, является важнейшим местом пересечения границы между Восточным Тимором и Индонезией.

## Население
Население округа по данным на 2010 год составляет 92 049 человек; для сравнения, на 2004 год оно насчитывало 83 034 человек. Плотность населения — 66,66 чел./км². Средний возраст населения составляет 18,9 лет.
По данным на 2004 год, в Балибу на 1 женщину в среднем приходится 6,17 детей; в Атабаэ — 6,60 детей; в Лолотоэ — 6,46 детей; в Мальяне — 6,53 детей; в Бобонару — 7,19 детей и в Каилаку — 8,32 детей. Для сравнения, в среднем по стране этот показатель составляет 6,99 детей. Уровень детской смертности изменяется от 94 на 1000 новорожденных в подрайоне Балибу до 149 на 1000 — в подрайоне Бобонару. В среднем по стране этот показатель составляет 98 на 1000.
Примерно половина населения говорит на языке кемак, 33 % говорят на бунак, 11,8 % — на тетум и 4,7 % — на бекаис. Распространены также другие местные языки и диалекты. 37,5 % населения владеют языком тетум (включая тех, для которых он является вторым и третьим языками); 31,0 % владеют индонезийским и 10,7 % — португальским. 64,1 % населения неграмотны (68,1 % женщин и 60,0 % мужчин). Только 6,7 % лиц старше 18 лет закончили среднюю школу (4,3 % женщин и 9,1 % мужчин).
По данным на 2004 год 99,6 % населения составляют католики; 0,2 % — приверженцы традиционных анимистических верований; 0,1 % — протестанты и 0,2 % — мусульмане.

## Административное деление

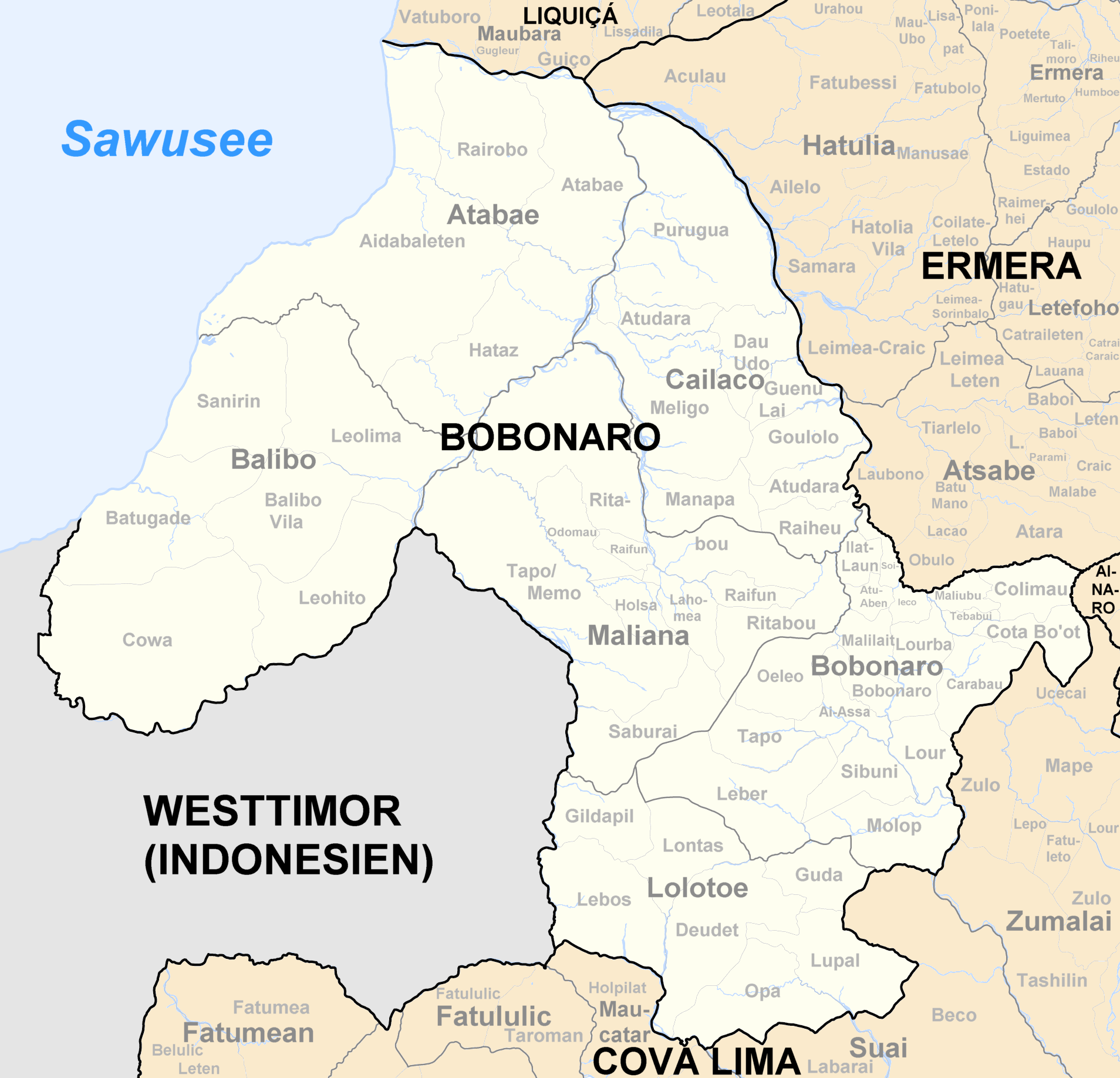
Карта административного деления

В административном отношении подразделяется на 6 подрайонов:
| Подрайон | Население, чел. (2010) | Площадь, км² |
| -------- | ---------------------- | ------------ |
| Атабаэ   | 11 024                 | 252,80       |
| Балибу   | 14 851                 | 297,08       |
| Бобонару | 23 854                 | 217,12       |
| Кайлаку  | 9957                   | 205,17       |
| Лолоту   | 7129                   | 169,31       |
| Мальяна  | 25 234                 | 239,35       |

## Галерея

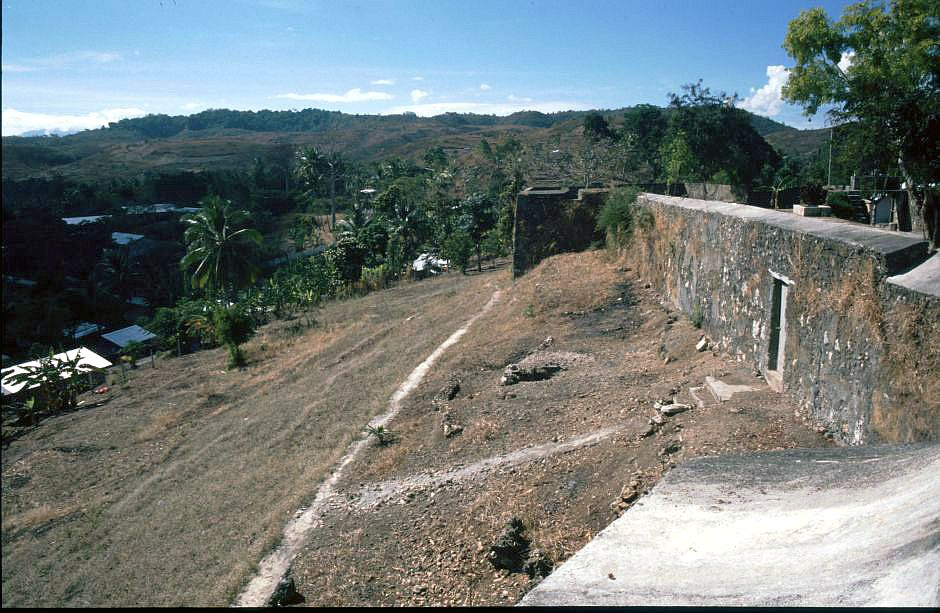
Португальские укрепления в Балибу
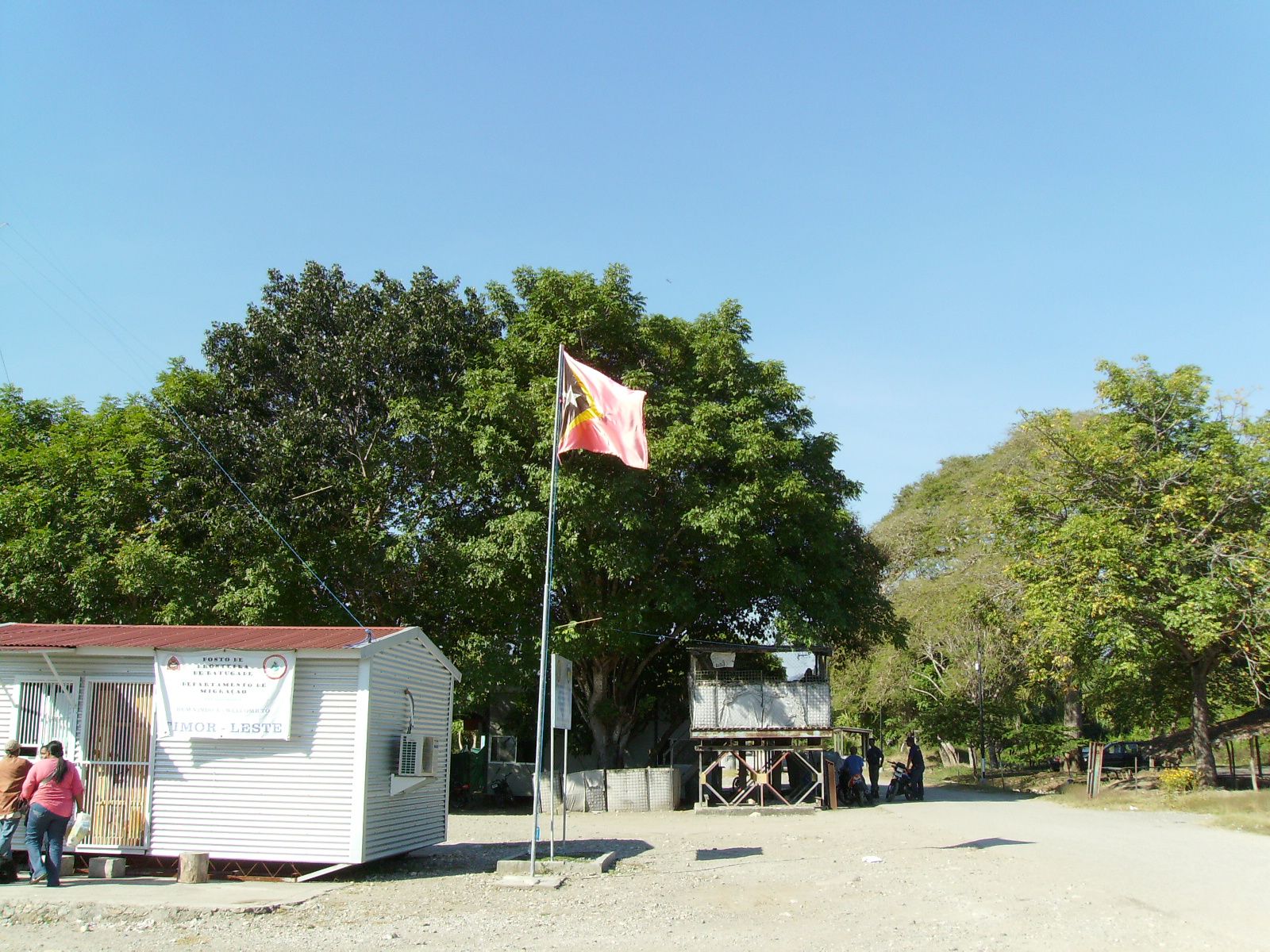
Индонезийская граница в Мотаайн
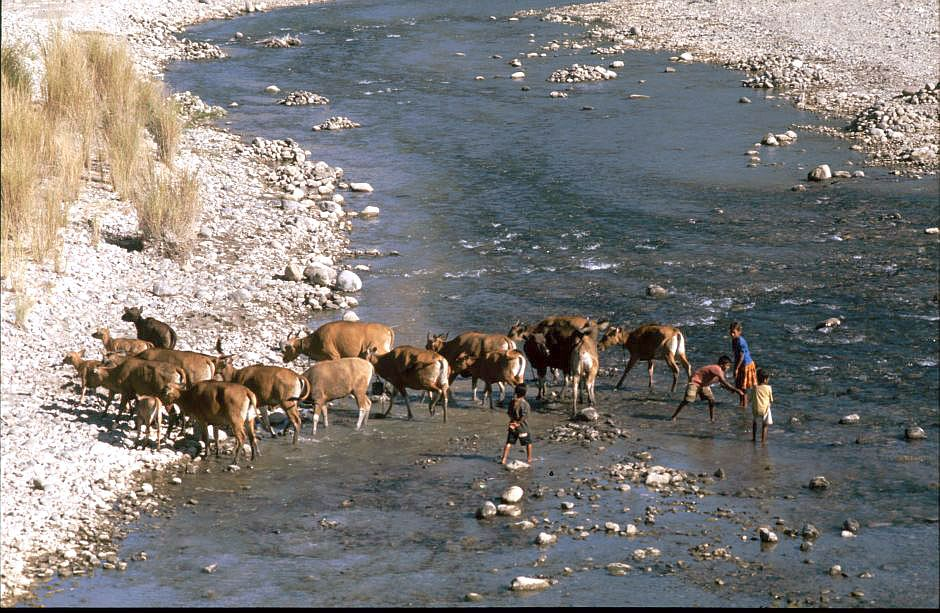
Местность между Мальяна и Балибу
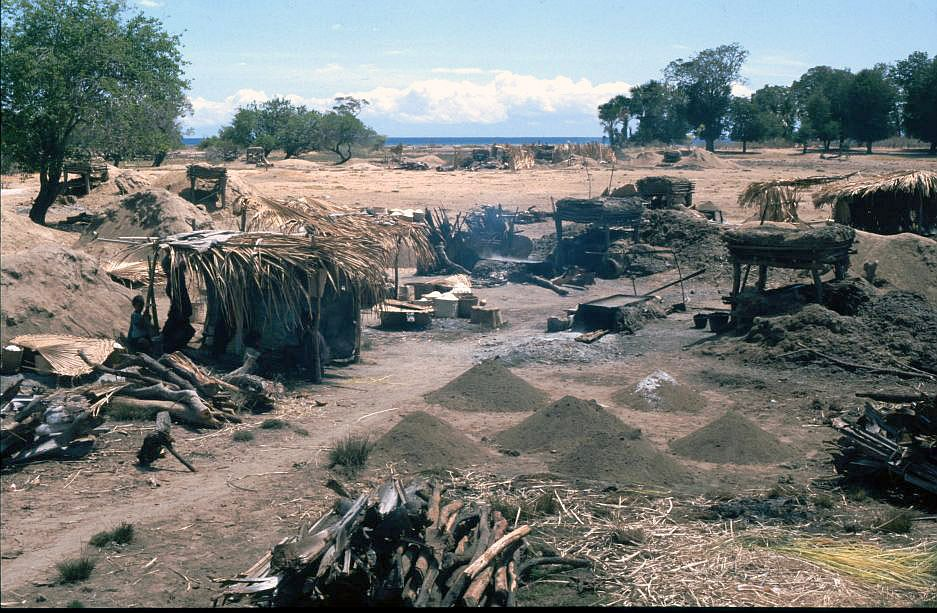
Солеварня в Атабаэ
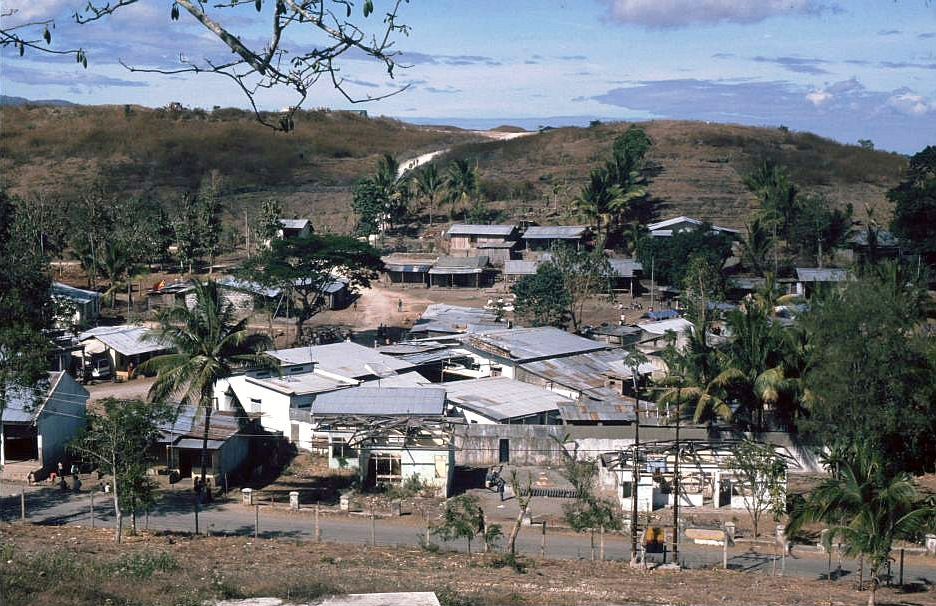
Деревня Балибу